# Li Cunxiao
Li Cunxiao (李存孝) (? - 894), nascido An Jingsi (安敬思), foi um militar e filho adotivo do senhor da guerra Li Keyong, durante o final da Dinastia Tang.

## Vida
Sua família biológica era originário de Feihu (atual, Zhangjiakou, Hebei) e foi capturado por Li Keyong durante uma das suas excursões militares na região.
Li Keyong o criou como filho adotivo, mudando seu nome para Li Cunxiao e posteriormente, ele se tornou oficial de cavalaria no exército do pai. Teve grande importância durante as campanhas de Li Keyong contra Huang Chao.
No ano de 893, Cunxiao se rebelou contra o pai, por divergências de estratégias militares e alvos de excursões. Na primavera de 894 foi capturado e executado pelas forças militares de Li Keyong.